# 室蘭市立蘭北小学校
室蘭市立蘭北小学校（むろらんしりつらんぽくしょうがっこう）は、北海道室蘭市港北町4丁目にある公立小学校。

## 概要
- 2016年4月1日、室蘭市立本輪西小学校と室蘭市立高平小学校が統合して開校した[1]。
- 旧高平小学校の校区に住んでいる児童は徒歩、旧本輪西小学校の校区に住んでいる児童は、スクールバス登校となった。

## 沿革
- 2016年（平成28年）
  - 4月1日 - 開校。
  - 4月6日 - 「開校式」挙行。それに引き続き、「着任式」と最初の「始業式」挙行。
  - 4月7日 - 第1回「入学式」挙行。
  - 11月18日 - 体育館にて、開校式典挙行。校旗と校歌が披露された。
- 2017年（平成29年）
  - 3月18日 - 第1回「卒業証書授与式」挙行。
  - 3月24日 - 最初の「修了式」と「離任式」挙行。

## 通学区域
- 本輪西町、港北町、柏木町、高平町の一部（旭ヶ丘小と八丁平小の区域以外）、幌萌町、神代町の一部（本輪西町又は柏木町に隣接する区域）[2]

## アクセス
- 道南バス22系統「港北町中央」バス停下車後、徒歩約600m・約9分。

## 周辺
- 光伝寺

## 進学先中学校
- 北海道小学校一覧
- 室蘭市立港北中学校 - 進学先中学校